# Petr Vopěnka
Petr Vopěnka (16. května 1935, Praha – 20. března 2015, Praha) byl český matematik a filozof. V matematice přispěl zejména svojí prací v oboru teorie množin. Je zakladatelem takzvané alternativní teorie množin a jeho jméno nese několik matematických vět a objektů. V letech 1990–1992 byl ministrem školství.

## Život
Narodil se v roce 1935 v Praze. Oba jeho rodiče byli středoškolskými učiteli matematiky. Studoval na gymnáziu v Ledči nad Sázavou a poté na matematicko-fyzikální fakultě Univerzity Karlovy, kde byl posledním diplomantem významného českého matematika Eduarda Čecha.
Po dokončení studia získal zaměstnání na téže fakultě, v roce 1965 byl jmenován docentem, a v roce 1967 doktorem věd.
Mezi lety 1966 a 1969 byl proděkanem Matematicko-fyzikální fakulty Univerzity Karlovy a vedoucím katedry matematické logiky. V roce 1968 schválila vědecká rada Univerzity Karlovy jeho jmenování profesorem, ale kvůli politické situaci k němu došlo až v roce 1990.
V sedmdesátých letech založil a společně se svými studenty rozvinul alternativní teorii množin (alternativní vůči klasické Cantorově teorii).
V osmdesátých letech se začal zabývat filosofickými a historickými otázkami matematiky, ve kterých nejde o běžné pojetí historie, ale spíše o ukazování vůdčích myšlenek určitého období a promýšlení jejich odkazu do doby současné. Pozornost P. Vopěnky se zaměřovala zejména na geometrii a počátky teorie množin, zvláště na odkaz B. Bolzana. Jeho filozofické dílo se věnuje filozofickým otázkám vědy, obzvláště matematiky, a je výrazně ovlivněno Husserlovou fenomenologií. V roce 1983 založil na matematicko-fyzikální fakultě veřejný filosofický seminář, na nějž zval k přednáškám myslitele, kteří v té době jinde svobodně přednášet nemohli (Z. Neubauer, R. Palouš, P. Rezek nebo S. Sousedlík), a proto byl prostřednictvím studentů-agentů sledován Státní bezpečností. V létě 1989 patřil k zakládajícím členům Kruhu nezávislé inteligence.
V roce 1990 byl jmenován prorektorem Univerzity Karlovy a v letech 1990–1992 působil jako ministr školství. V letech 1992–2000 byl vedoucím katedry matematické logiky na Matematicko-fyzikální fakultě Univerzity Karlovy. V roce 2000 se stal emeritním profesorem Univerzity Karlovy.
Od roku 2003 působil na Katedře filozofie Fakulty filozofické a ve Výzkumném centru Nové technologie Západočeské univerzity v Plzni, kde se věnoval překladům historicky významných matematických textů (například Eukleida nebo Al-Chvárizmího) do češtiny a filosofickému pozadí alternativní teorie množin. Pracoval na nové teorii množin a jejím dopadu na infinitesimální počet.
Jeho úzkým spolupracovníkem byl Jiří Fiala.
V roce 2006 byl natočen jeho filmový portrét Úmysl obohatit holý mechanistický svět a v roce 2010 natočila Česká televize pořad Vzkaz Petra Vopěnky.

## Ocenění
- 1998 – státní vyznamenání Medaile Za zásluhy II. stupně, uděleno prezidentem Václavem Havlem[3]
- 2004 – cena Nadace Dagmar a Václava Havlových VIZE 97.[4]
- 2009 – čestný doktorát na Univerzitě Jana Evangelisty Purkyně

## Dílo
- Analytická geometrie, SPN Praha, 1964.
- Úvod do axiomatické teorie množin (spoluautoři J. Blažek a B. Kussová), SPN Praha, 1972.
- The Theory of Semisets (spoluautor P. Hájek), Academia Praha, North-Holland Publ. Co. Amsterdam,1972.
- Množiny a přirozená čísla (spoluautoři J. Blažek a B. Kussová), SPN Praha, 1977.
- Mathematics in the Alternative Set Theory, Teubner Texte, Leipzig, 1979, ruský překlad Mir, 1983.
- Úvod do matematiky v alternativnej teórii množin, Alfa Bratislava ,1989.
- Rozpravy s geometrií, Panorama, 1989.
- Druhé rozpravy s geometrií, Fokus a Práh, 1991.
- Ministrem ve vládě národní oběti, KDS, 1992.
- Geometrizace reálného světa (Třetí rozpravy s geometrií), Matfyzpress Praha, 1995.
- Otevření neeuklidovských geometrických světů (Čtvrté rozpravy s geometrií), Vesmír Praha, 1995.
- Analytická geometrie druhé generace, Univerzita Jana Evangelisty Purkyně, 1998.
- Úhelný kámen evropské vzdělanosti a moci. Souborné vydání Rozprav s geometrií, Práh, 2000.
- Meditace o základech vědy, Práh, 2001.
- Trýznivé tajemství, Práh, 2003.
- Vyprávění o kráse novobarokní matematiky. Souborné vydání Rozprav o teorii množin, Práh, 2004.
- Horizonty nekonečna. Matematický pohled na svět, Moraviapress, 2004.
- Pojednání o jevech povstávajících na množstvích, OPS, 2008, ISBN 978-80-87269-00-8, 2. vydání 2009 ISBN 978-80-87269-02-2
- Al-Chvárizmí: Aritmetický a algebraický traktát, překlad P. Bogan, komentáře P. Vopěnka, OPS,2008.
- Eukleidés: Základy. Knihy I-XII, překlad F. Servít, komentáře P. Vopěnka, OPS a ZČU, 2007 - 2011.
- K věci: rozhovory s lidmi, kteří mají co říci (spoluautoři M. Knížák, B. Cvek, B. Šípek, V. Kokolia, K. Hvížďala, C. Höschl, Z. Lukeš, J. Šreit, R. Heřman), Karmášek, 2010.
- Calculus infinitesimalis. Pars prima. Úvod do diferenciálního počtu reálných funkcí jedné proměnné, OPS, 2010, ISBN 978-80-87269-09-1.
- Calculus infinitesimalis. Pars secunda. Integrál reálné funkce jedné proměnné, ZČU a OPS, 2011, ISBN 978-80-87269-19-0.
- Úvod do klasické teorie množin, Fragment a ZČU, 2010.
- Velká iluze matematiky XX. století a nové základy, ZČU a Koniáš, 2011.
- The Great Illusion of 20th Century Mathematics and Its New Foundations  (překlad H. Moraová), ZČU Plzeň, 2012 (preprint budoucího textu).
- Podivuhodný květ českého baroka. První přednášky o teorii množin, Karolinum 1998, 1. vydání 1998, 2. vydání 2012.
- Hádání v hospodě, 27 filosofických disputací, Práh, 2013.
- Příležitostné rozpravy s matematikou, OPS, 2014.
- Nová infinitní matematika: Prolegomena, Karolinum, 2014.
- Uvedení do topologie a jejích dějin do roku 1960 (spoluautor Marie Větrovcová), ZČU a Vyšehrad, 2015, 1. vydání; Pavel Mervart, 2015, 2. vydání.
- Nová infinitní matematika: I. Velká iluze matematiky 20. století, Karolinum, 2015.
- Nová infinitní matematika: II. Nová teorie množin a polomnožin, Karolinum, 2015.
- Nová infinitní matematika: III. Reálná čísla a jejich diskretizace, Karolinum, 2015.
- Nová infinitní matematika: IV. Staronový diferenciální počet, Karolinum, 2015.